# Tillandsia 'Ervin Wurthmann'
Tillandsia 'Ervin Wurthmann' es un  cultivar híbrido del género Tillandsia perteneciente a la familia  Bromeliaceae.
Es un híbrido creado  con las especies Tillandsia tricolor × Tillandsia fasciculata.